# Aulis Louko
Aulis Matias Louko, född 26 augusti 1936 i Storkyro, död 24 februari 1977 i Vasa, var en finländsk målare.
Louko var ursprungligen snickare. Inom måleriet var han självlärd, och i början av 1970-talet blev han konstnär på heltid. Han målade en rad stämningsfulla, kubistiskt och futuristiskt inspirerade tavlor med motiv ur folklivet och industriella miljöer, landskapsbilder med mera. Humorn var ett viktigt element i hans skapande.